# Aksana Miankova
Aksana Miankova (28 de març de 1982 a Krichev, Belarús) és una atleta belarussa especialista en llançament de martell, que es va proclamar campiona olímpica als Jocs de Pequín 2008 batent el rècord olímpic amb 76,34 m.
La seva marca personal és de 77,32 m, aconseguida a Minsk el 29 de juny de 2008, que és la tercera millor marca mundial de la història.